# MGP 2006
MGP 2006 blev afholdt d. 16 September 2006 og var en sangkonkurrence for børn. 10 sangere/bands dystede om at vinde. Værterne for MGP 2006 var Signe Lindkvist og Bruno. Top 3 ville repræsentere Danmark på det genoplivede MGP Nordic efter landets tilbagetrækning fra Junior Eurovision Song Contest som en protest mod presset på sangerne.

## Baggrund
På trods af at Danmark havde opnået gode resultater i de første tre udgaver af Junior Eurovision Song Contest, røg Danmark ud af konkurrencen i 2006 sammen med tv-stationerne fra Norge og Sverige som en protest mod etisk behandling af sangerne og genoplivede dermed MGP Nordic, der tidligere blev afholdt i 2002. Sverige fortsatte dog med at deltage i Junior Eurovision, men med TV4, der overtog og sendte dermed forskellige deltagere.

## Deltagere
| Nr | Deltagere    | Fulde navn                                                                                                  | Sang                                    | Resultat      |
| -- | ------------ | --- | --------------------------------------- | ------------- |
| 1  | Lulu-Ley     | Louise Kristensen                                                                                           | "Det bedste jeg ved"                    | Superfinalist |
| 2  | Foz'n's      | Mark Fosnæs                                                                                                 | "Mit hood"                              | Superfinalist |
| 3  | C-Power      | Camilla Engelund Rønde, Christine Dissing                                                                   | "S, P eller K"                          | Ude           |
| 4  | The Rollings | Aske Severin Frederiksen, Rebecca Mathies Herskind, Tone Ottilie Frederiksen                                | "Skal vi vædde"                         | Ude           |
| 5  | WeMix        | Rami El-Daoud, Simon Opalka                                                                                 | "Få Din Boogie På"                      | Superfinalist |
| 6  | Pippi Punk   | Frida Søltoft Jensen, Katinka N. H. Lassen, Nina Kofoed Johannsen, Sophia Hage                              | "De Gamle Damer"                        | Ude           |
| 7  | SEB          | Sebastian Øberg Nielsen, Tim Braüner, Thomas Drachmann Danielsen                                            | "Tro På Os To"                          | Superfinalist |
| 8  | Lil G        | Jimilian Ismaili                                                                                            | "Penge"                                 | Ude           |
| 9  | MAMS         | Michelle Froulund, Alberte Pihl Sørensen, Marie-Louise Staffeldt, Stine Nørbæk                              | "Bang Bang"                             | Superfinalist |
| 10 | SMSJKM       | Hana Chirin Chehabi, Jasmin El Hasni, Kathylyn Membrere, Michelle Maria Olsen, Sarah G. Hartmann, Stella La | "Der var en dreng, der ku' li' en pige" | Ude           |

### Superfinale
| Nr | Deltagere | Sang                 | Regioner                 | Regioner           | Regioner             | Regioner       | Regioner                           | Regioner                     | Regioner                       | Regioner                 | I alt | Placering |
| Nr | Deltagere | Sang                 | Jylland, Fastnet telefon | Jylland, Mobil SMS | Fyn, Fastnet Telefon | Fyn, Mobil SMS | Sjælland og øerne, Fastnet Telefon | Sjælland og øerne, Mobil SMS | Storkøbenhavn, Fastnet Telefon | Storkøbenhavn, Mobil SMS | I alt | Placering |
| -- | --------- | -------------------- | ------------------------ | ------------------ | -------------------- | -------------- | ---------------------------------- | ---------------------------- | ------------------------------ | ------------------------ | ----- | --------- |
| 1  | Lulu-Ley  | "Det bedste jeg ved" | 4                        | 6                  | 10                   | 8              | 6                                  | 4                            | 4                              | 4                        | 46    | 5         |
| 2  | FOZ'N'S   | "Mit Hood"           | 10                       | 10                 | 6                    | 10             | 10                                 | 10                           | 8                              | 10                       | 74    | 2         |
| 3  | Wemix     | "Få din boogie på"   | 6                        | 8                  | 4                    | 6              | 8                                  | 8                            | 6                              | 8                        | 54    | 3         |
| 4  | SEB       | "Tro på os to"       | 12                       | 12                 | 12                   | 12             | 12                                 | 12                           | 12                             | 12                       | 96    | 1         |
| 5  | MAMS      | "Bang Bang"          | 8                        | 4                  | 8                    | 4              | 4                                  | 6                            | 10                             | 6                        | 50    | 4         |